# 직무분석
직무분석(職務分析, job analysis)은 어느 특정한 직무의 성질을 결정하고 그 직무에 포함되는 일의 내용, 필요로 하는 숙련·지식·능력 및 책임, 직위의 구분 기준을 정하는 것이다. 직무분석의 방법으로는 직무를 담당하는 본인 또는 감독자에게 기술시키는 기술법(記述法), 분석자가 본인과 면접하여 듣든가 직무수행 과정을 관찰하여 기록하는 면접법(面接法), 분석자가 실제로 그 직무를 체험해 보는 체험법 등이 있다. 직무분석의 결과에 의해서 직무를 재편성한 토대 위에 직무에 관한 정보를 일정한 방식에 의하여 기록한 것이 직무기술서(職務記述書：job description)이다. 직무기술서의 내용으로는 2가지가 있다. 하나는 작업내용·책임권한, 위로부터 받는 감독·직무의 범위 등에 관한 정보이며, 다른 하나는 그 직무를 수행하는 데 필요한 최소한의 자격요건, 즉 교육·경험·지식·특수 기능·능력에 관한 정보이다.

## 같이 보기
- 과업 분석